# Ложнонектарницы
Ложнонектарницы (лат. Neodrepanis) — род воробьинообразных птиц из семейства мадагаскарских питтовых, включающий в себя два вида, обитающих на острове Мадагаскар. В рацион входят нектар и насекомые.

## Описание
Длина обеих видов птиц 9—10 см. У самцов брюхо, грудь и шея жёлтого цвета, а перья на спине и верхней части головы — чёрные и синие. Оперение самок и самцов не во время брачного периода оливково-зелёное. Яркой отличительной особенностью этих видов является наличие у самцов крупных пятен вокруг глаз за счёт наличия коллагена. Длинный изогнутый клюв предназначен для питания нектаром.

## Виды
| Изображение | Латинское название     | Название на русском           | Распространение |
| ----------- | ---------------------- | ----------------------------- | --------------- |
|             | Neodrepanis coruscans  | Длинноклювая ложнонектарница  | Мадагаскар      |
|             | Neodrepanis hypoxantha | Короткоклювая ложнонектарница | Мадагаскар      |